# Colletes inconspicuus
Colletes inconspicuus is een vliesvleugelig insect uit de familie Colletidae. De wetenschappelijke naam van de soort is voor het eerst geldig gepubliceerd in 1900 door Kirby.